# Протасов, Григорий Григорьевич
Григорий Григорьевич Протасов (около 1740 — 1784) — камергер и сенатор из рода Протасовых, президент Главного магистрата в 1765-72 гг.

## Биография
Родился в семье капитана Преображенского полка Григория Леонтьевича Протасова (умер в 1743 году). В службе находился с 1743 года. В 1762 году, будучи поручиком лейб-гвардии Преображенского полка, Протасов оказался в числе первых пособников Екатерины II в дворцовом перевороте, поставившем её на престол.
В событиях 28 июня Протасов не играл большой роли; в эти события он был вовлечен Орловыми, с которыми состоял в дальнем родстве. 3 августа 1762 года Протасову были высочайше пожалованы 800 душ в Брянском уезде. Императрица и в дальнейшем продолжала ему покровительствовать. 22 сентября 1762 года он был пожалован в камер-юнкеры. 11 декабря 1763 года Протасов был назначен к присутствованию в Главном магистрате в Москве, а 11 мая 1765 года назначен президентом этого учреждения, с производством в действительные статские советники. Состоя в этой должности, он в 1771 году был в числе членов суда над Пугачёвым. В том же году во время эпидемии чумы в Москве, по предложению Протасова, была создана стража из купцов для предотвращения возможных волнений.
Пожалован в действительные камергеры 22 сентября 1768 года. В 1771 году сыграл свадьбу с княжной Анной Юсуповой, дочерью Б. Г. Юсупова, которая умерла год спустя. Назначен сенатором 21 апреля 1773 года: определён присутствовать 4-м Департаменте Правительствующего Сената, 15 сентября 1774 года — в 6-м, а 19 октября 1775 года — в 5-м. В 1777 году получил орден Святой Анны 1-й степени. 20 февраля 1779 года Протасов был уволен со всех должностей. Скончался в 1784 году в чине тайного советника.

## Семья
Был дважды женат.  С 1771 года — на дочери Бориса Григорьевича Юсупова, Анне Борисовне (1749 — 15.02.1772), которая рано умерла и была похоронена в селе Котово Московского уезда, в склепе при Спасской церкви. Второй раз Г. Г. Протасов женился на княжне Екатерине Михайловне Барятинской (1751 — 27.02.1800; умерла от чахотки). В обоих браках потомства не имел.